# Parlamentarni izbori u Kraljevini SHS 1927.
Parlamentarni izbori u Kraljevini SHS 1927. bili su treći i posljednji izbori za Narodnu skupštinu u Kraljevini SHS, 1929. godine država je promijenila ime u Kraljevina Jugoslavija. Izbori su održani 11. rujna 1927. godine.
Ubrzo nakon održavanja izbora došlo je do sporazuma između Stjepana Radića (HSS) i Svetozara Pribićevića (SDS) čime je formirana Seljačko-demokratska koalicija.
| Stranke i koalicije                      | Stranke i koalicije                      | Postotak | Zastupničkih mjesta | Pomak |
| ---------------------------------------- | ---------------------------------------- | -------- | ------------------- | ----- |
| Narodna radikalna stranka                | Narodna radikalna stranka                | 31,9%    | 112                 | -30   |
| Narodna seljačka stranka                 | Narodna seljačka stranka                 | 15,8%    | 61                  | -6    |
| Demokratska stranka                      | Demokratska stranka                      | 16,4%    | 59                  | +23   |
| Samostalna demokratska stranka           | Samostalna demokratska stranka           | 8,6%     | 22                  | +1    |
| Slovenska ljudska stranka                | Slovenska ljudska stranka                | 4,1%     | 20                  | -     |
| Jugoslavenska muslimanska organizacija   | Jugoslavenska muslimanska organizacija   | 2,5%     | 18                  | +3    |
| Zemljoradnička stranka                   | Zemljoradnička stranka                   | 5,9%     | 9                   | +5    |
| Njemačka stranka ( Partei der Deutschen) | Njemačka stranka ( Partei der Deutschen) | 2,2%     | 6                   | +1    |
| Hrvatski blok                            | Hrvatski blok                            | 2,0%     | 2                   | +2    |
| Hrvatska pučka stranka                   | Hrvatska pučka stranka                   | 1,3%     | 1                   | +1    |
| Crnogorska federalistička stranka        | Crnogorska federalistička stranka        | 0,2%     | 1                   | -2    |
| Socijalistička stranka Jugoslavije       | Socijalistička stranka Jugoslavije       | 1,1%     | 1                   | +1    |
| Slovenska kmetska stranka                | Slovenska kmetska stranka                | 0,5%     | 1                   | +1    |
| Ostali                                   | Ostali                                   | 2,5%     | -                   | -     |
| Ukupno                                   | Ukupno                                   | 100,0%   | 315                 | -     |

## Zastupnici
- Stjepan Barić - Hrvatska pučka stranka[2]
- Đuro Basariček - Narodna seljačka stranka
- Ivan Granđa - Narodna seljačka stranka
- Milan Grol - Demokratska stranka
- Petar Gvozdić - Narodna seljačka stranka[3]
- Mihailo Ivanović - Crnogorska federalistička stranka
- Jakov Jelašić - Narodna seljačka stranka
- Lune Jovanović - Demokratska stranka
- Anton Korošec - Slovenska ljudska stranka
- Juraj Krnjević - Narodna seljačka stranka
- Vladko Maček - Narodna seljačka stranka
- Ante Pavelić - Hrvatski blok[4]
- Ninko Perić - Narodna radikalna stranka
- Ivan Pernar - Narodna seljačka stranka
- Josip Petejan - Socijalistička stranka Jugoslavije[5]
- Tomo Popović - Narodna radikalna stranka
- Svetozar Pribićević - Samostalna demokratska stranka
- Ivan Pucelj - Slovenska kmetska stranka
- Puniša Račić - Narodna radikalna stranka
- Pavle Radić - Narodna seljačka stranka
- Stjepan Radić - Narodna seljačka stranka
- Joca Selić - Narodna radikalna stranka
- Milan Stojadinović - Narodna radikalna stranka
- Ante Trumbić - Hrvatski blok[4]

## Vanjske poveznice
- The Elections to the Parliament of the Kingdom of the Serbs, Croats & Slovenes 1920 - 1938